# Nola (sastav)
Nola je pulski rock sastav.

## Povijest sastava
Grupu Nola su u proljeće 1993. godine u Puli osnovali Gabrijela Gabi Galant i Marijan Jelenić, pjevačica iznimnog glasa i autor koji glazbom prepričavaju svoju ljubavno-životnu priču.
Ludo zaljubljeni jedno u drugo, ali i glazbu, 1994. godine snimaju svoj prvi uradak, singl kazetu jednostavnog naziva Nola. Godinu kasnije, 1995., objavljuju album Dio tebe koji je ostavio dubok utisak na hrvatsku glazbu i radijski eter. Videospot za pjesmu Dio tebe režirao je Mauricio Ferlin. Dio tebe postala je svojevrsna himna ljubavi.
Godine 1997. Nola objavljuje album Osmijeh na kojem se, osim naslovnog singla, izdvojila i pjesma Sami u Sali a posvetili su je mjestu Sali na Dugom otoku.
Zahvaljujući dotadašnjem radu, Nola si je priskrbila i nekoliko nagrada publike i struke, među njima Novinarsku nagradu Crni mačak, koju je Gabi dobila 1998. u kategoriji Rock pjevačica godine.
Nakon dosega glazbenih vrhunaca, suprotno očekivanjima, Nola uzima glazbenu pauzu. Privatno – Marijan i Gabi su od 1999. godine supružnici.
Oboje u glazbi i eteru i nakon iskušenja čari roditeljstva duboko u vlastitim intimama pronalaze želju za ponovnim angažmanom zajedno – kao Nola. Zreliji, pametniji i stariji, ali i dalje glazbeno iskreni 2009.-tu zaokružuju na svojim kalendarima kao godinu povratka, a povratnički album „Iznad oblaka“ kao početak nove ere grupe Nola.
Pjesma Iznad oblaka bila je prvi singl s istoimenog albuma. Odmah po emitiranju postala je radijski hit. Proglašena je od strane Hrvatskog radija hitom godine 2009 i osvojila nagradu Porin u kategoriji pjesma godine. Album Iznad oblaka bio je nominiran u čak 6 kategorija za diskografsku nagradu Porin i to: hit godine, album godine, pjesma godine, rock album godine, najbolja izvedba benda s vokalom te najbolji video spot. Pulski gradonačelnik dodijelio je Noli priznanje za izniman doprinos glazbenoj kulturi i promociji glazbene scene grada Pule. Nola je i dobitnik nagrade Istriana koja se dodjeljuje najuspješnijim pojedincima Istarske županije i to u kategoriji glazba.
2012 izlazi album Nola Piano. Na njemu se nalaze već objavljene Noline pjesme snimljene samo uz klavirsku pratnju. Prvi singl bila je pjesma Dio tebe. Album je nominiran za diskografsku nagradu Porin u kategoriji Pop album godine.
Od 2013 do 2015 snimili su jos tri singla; Na obali, Nikad i Drukčije. Video za pjesmu Nikad režirao je Radislav Jovanov Gonzo, a za Drukčije Branko Pašić Bane.
Pjesmu Drukčije remiksirali su Blasksoul i Mark de Line. Remiks je „oživio“ u video spotu snimljenom na Festivalu Visualia u Puli.
2016. objavljuju singlove Moj svijet i Negdje između. Video spot za pjesmu Moj svijet režirali su Igor i Kristijan Burlović, a Negdje između Marijana Četković. Moj svijet ušuljao se među top 10 na godišnjoj Top40 listi singlova 2016. te je prema podacima HDS-ZAMP-a jedna od 10 najemitiranijih pjesama u 2016. godini.
2017. započinju pjesmom i video spotom Sve bi bilo lakše da je ljeto u režiji Marijane Četković.
Početkom šestog mjeseca.2017. izlazi EP Negdje između za izdavačku kuću Aquarius Records.

## Članovi sastava
- Gabrijela Galant Jelenić - vokal
- Marijan Jelenić - gitara
- Dean Vitasović - bas-gitara
- Robert Slama - bubnjevi

## Diskografija
- Nola (1994.)
- Dio tebe (1995.)
- Osmijeh (1997.)
- Iznad oblaka (2009.)
- Piano (2012.)
- Negdje između (2017.)

## Vanjske poveznice
- Facebook stranica
- Youtube stranica
- Twitter stranica
- Instagram stranica
- ZAMP Novi gost "Tjedna Autora" je Marijan Jelenić